# احتجاجات كوسوفو 1981
احتجاجات كوسوفو 1981 هي احتجاجات طُلابية اندلعت في مارس وأبريل 1981 في بريشتينا عاصمة مقاطعة كوسوفو الاشتراكية ذات الحكم الذاتي آنذاك، أدت إلى احتجاجات واسعة النطاق لألبان كوسوفو الذين طالبوا بمزيد من الحكم الذاتي للمُقاطعة داخل جمهورية يوغوسلافيا الاتحادية الاشتراكية. أعلنت رئاسة يوغوسلافيا حالة الطوارئ في بريشتينا وكوسوفسكا ميتروفيتشا، ما أدى إلى اندلاع أعمال شغب. تم قمع الاضطرابات من خلال تدخل كبير لقوات الشرطة ما تسبب في سقوط العديد من الضحايا، وتبع ذلك فترة من القمع السياسي.